# Estação José de Alencar
A Estação José de Alencar é uma estação de metrô integrante da Linha 1 - Vermelha (Linha Sul) do Metrô de Fortaleza, operada pela Companhia Cearense de Transportes Metropolitanos (Metrofor). Localiza-se na Avenida Tristão Gonçalves, nº 511, no coração do centro de Fortaleza, capital do Estado do Ceará, Brasil.
Seu entorno abriga importantes marcos culturais e comerciais, como o Theatro José de Alencar, as praças Capistrano de Abreu e José de Alencar, o Centro Municipal de Pequenos Negócios (conhecido popularmente como Beco da Poeira), além de diversas lojas, serviços e outros equipamentos públicos.
De acordo com dados da Companhia Cearense de Transportes Metropolitanos, a estação registrou 1.718.463 passageiros em 2024, o que representa uma média de aproximadamente 143.205 usuários por mês. Devido à sua localização estratégica no centro comercial e histórico de Fortaleza, a Estação José de Alencar é considerada uma das mais movimentada do sistema metroviário da capital cearense.

## Toponímia

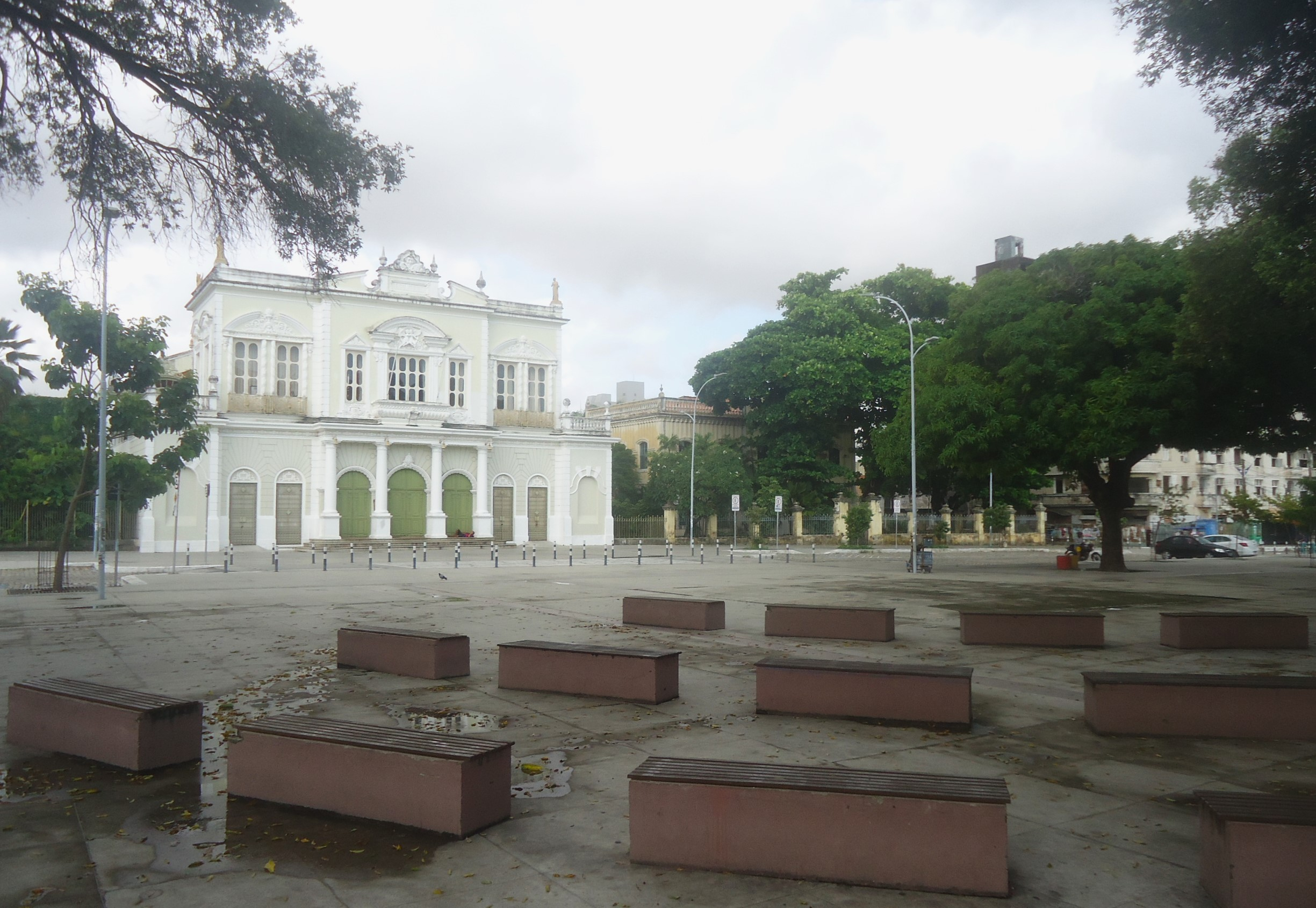
Fachada externa do Theatro José de Alencar e parte da praça que foram referências para o nome da estação.

A estação foi nomeada em homenagem a José de Alencar, em referência à praça homônima, localizada nas proximidades. Inicialmente, o logradouro era conhecido como Praça do Patrocínio, por sua localização em frente à Igreja de Nossa Senhora do Patrocínio. Em 1870, a praça passou a ser chamada de Marquês de Herval. No entanto, em 17 de julho de 1910, a inauguração do Theatro José de Alencar e, em 1929, a instalação de uma estátua do escritor, por iniciativa do jornalista Gilberto Câmara, consolidaram o nome da praça como uma homenagem ao romancista cearense, nome que permanece até hoje.
Durante toda a fase de projeto, a estação foi inicialmente denominada "Estação Lagoinha", em referência ao nome popular da Praça Capistrano de Abreu, situada do outro lado da Avenida Tristão Gonçalves, no trecho onde se planejava construir a estação. Em meados de 2010, a nomenclatura foi alterada para o nome atual, com a intenção de fazer referência tanto à praça quanto ao teatro de mesmo nome, localizados nas proximidades, além de prestar uma homenagem ao renomado escritor e romancista cearense José de Alencar.

## Histórico

### Projeto e construção
O projeto da estação foi idealizado em 1998 como parte da primeira linha de metrô da cidade de Fortaleza. No trecho em superfície, foi aproveitado parte do traçado da antiga rede de trens urbanos da cidade, enquanto a seção subterrânea seguia um novo percurso, atravessando por baixo o centro histórico da capital.
Entretanto, existia um problema para a sua construção: no local planejado havia um centro popular de compras mantido pela Prefeitura de Fortaleza, conhecido popularmente como Beco da Poeira. Fundado em 1991, na gestão do prefeito Juraci Magalhães, o Centro Comercial de Pequenos Negócios fora antes um projeto do programa de revitalização do bairro centro, iniciado por Maria Luiza Fontenele, prefeita anterior, em 1987, quando o espaço, de fato, conhecido por beco da poeira foi destruído, drenado e aplainado para que pudesse receber feirantes, vendedores de carnes, peixes, frutas e verduras, remanescentes da praça José de Alencar.
A construção de um novo espaço para abrigar o centro de compras e a transferência dos permissionários gerou um grande impasse que envolveu a prefeitura e o governo do Estado do Ceará. Em 2010, o antigo Beco da Poeira foi demolido e os permissionários transferidos para um novo prédio próximo ao antigo, com melhor estrutura, na Avenida do Imperador, durante a gestão da então prefeita Luizianne Lins, onde se localiza até hoje. Com o problema solucionado, a antiga estação Lagoinha, agora estação José de Alencar, teve sua construção iniciada.

### Inauguração e operação
A estação foi inaugurada no dia 18 de julho de 2013, com a presença de autoridades locais e da ex-presidente Dilma Rousseff, juntamente com a estação Central–Chico da Silva, finalizando assim, o ultimo trecho do traçado projetado para a Linha Sul.

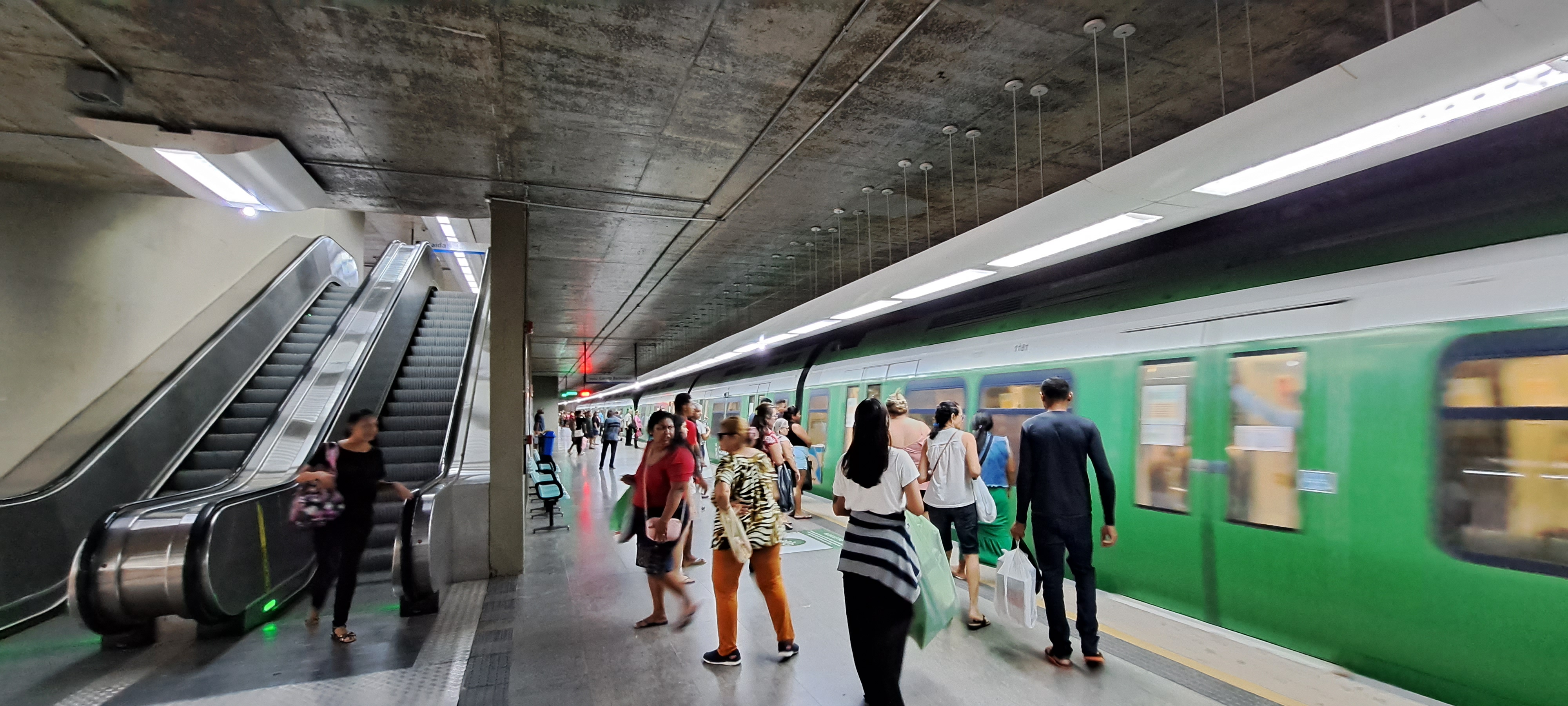
Movimento na plataforma da estação José de Alencar em janeiro de 2024

No dia 1 de outubro de 2014, teve inicio a operação comercial da Linha Sul, com cobranças de passagens e horário estendido. No começo da operação comercial era necessário a compra de um bilhete de papel, que deveria ser inserido em uma urna para que o usuário pudesse ter acesso a plataforma. O processo foi substituído com a instalação de bloqueios eletrônicos em todas as estações da linha, permitindo a utilização de bilhetes eletrônicos e cartões magnéticos recarregáveis, em três modalidades: unitário, múltiplo ou pré-pago e estudantil.
Em meados de novembro de 2018, a estação José de Alencar passou a contar com maquinas para vendas de produtos aos passageiros. No total foram instaladas quatro maquinas. Além das maquinas a estação passou a contar também com a venda de espaços para publicidade, iniciando uma nova fase de parcerias entre a Companhia Cearense de Transportes Metropolitanos e a inciativa privada.

## Características

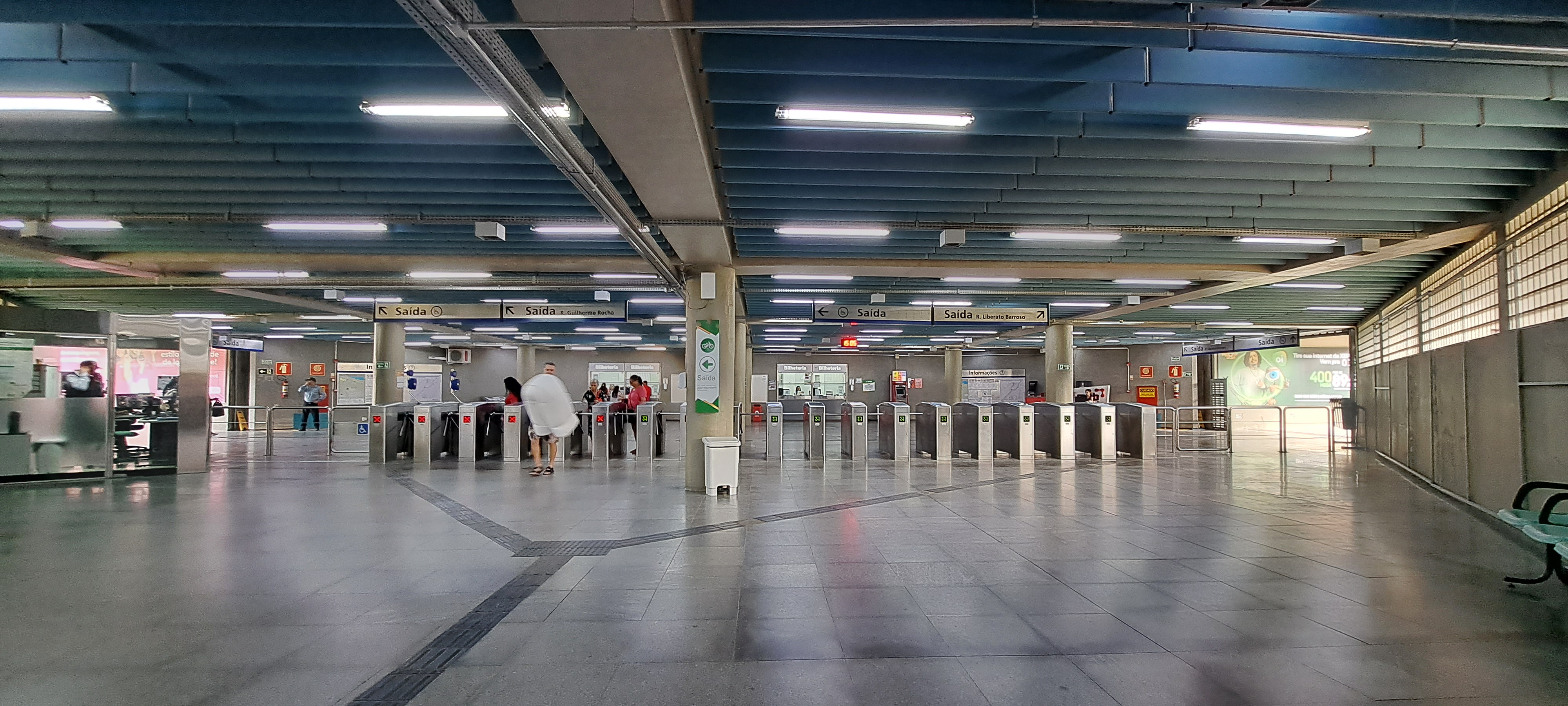
Área dos bloqueios na estação José de Alencar da linha sul do metrô de Fortaleza em janeiro de 2024

Com projeto arquitetônico de Luiz Carlos Esteves (1998), a estação José de Alencar é constituída de uma estrutura subterrânea, dividida em dois níveis (plataforma e mezanino), com uma plataforma central, em ilha, e estruturas em concreto aparente.
Possui em seu interior mapas de localização, sistemas de sonorização, telas de LED na plataforma que mostram os horário de chegada da próxima composição além de outras informações e mensagens de utilidade publica. Na estação, o usuário também pode encontrar outros serviços como maquinas de venda de produtos, caixa eletrônico e quiosques. A estação conta com um mezanino amplo onde ocorre, ocasionalmente, diversos eventos e ações.
Sua localização permite fácil conexão com outros modais de transportes, como o sistema de ônibus urbano de Fortaleza, por meio do Terminal José de Alencar, e do Expresso Fortaleza, sistema de Ônibus de trânsito rápido (também conhecido por sua sigla em inglês, BRT – Bus rapid transit) da cidade de Fortaleza, por meio do Corredor Antônio Bezerra–Centro. 
O acesso a estação José de Alencar é realizado por meio de duas grandes rampas, localizadas em uma praça construída junto a estação, que levam o usuário ao piso mezanino, onde se localizam as bilheterias e os bloqueios. Uma das rampas é voltada à rua Liberato Barroso e a outra voltada à rua Guilherme Rocha. Após a passagem pelos bloqueios, o usuário segue por um amplo hall localizado no mezanino, chegando, através dele, as escadas fixas, escadas rolantes e elevador que levam o usuário a plataforma de embarque e desembarque da estação. 

### Acessibilidade
A estação dispõe de rampas, elevador, piso tátil, mapa tátil e avisos sonoros que garantem acesso e boa utilização do Metrô de Fortaleza a todos os cidadãos, incluindo aqueles que possuem alguma deficiência ou estão com mobilidade reduzida por qualquer razão. Além disso, as equipes presentes na estação, compostas por agentes de estação e vigilantes, recebem treinamento especializado para ajudar no embarque e desembarque desses passageiros, e estão sempre atentos para oferecer ajuda a quem necessitar.
É também garantido gratuidade às pessoas com deficiência que estejam dentro dos critérios legais para usufruir deste benefício. Para isso, é necessário apresentar, na estação, o Cartão Gratuidade Pessoa com Deficiência, emitido pela Empresa de Transporte Urbano de Fortaleza (Etufor).

## Terminal de ônibus urbano

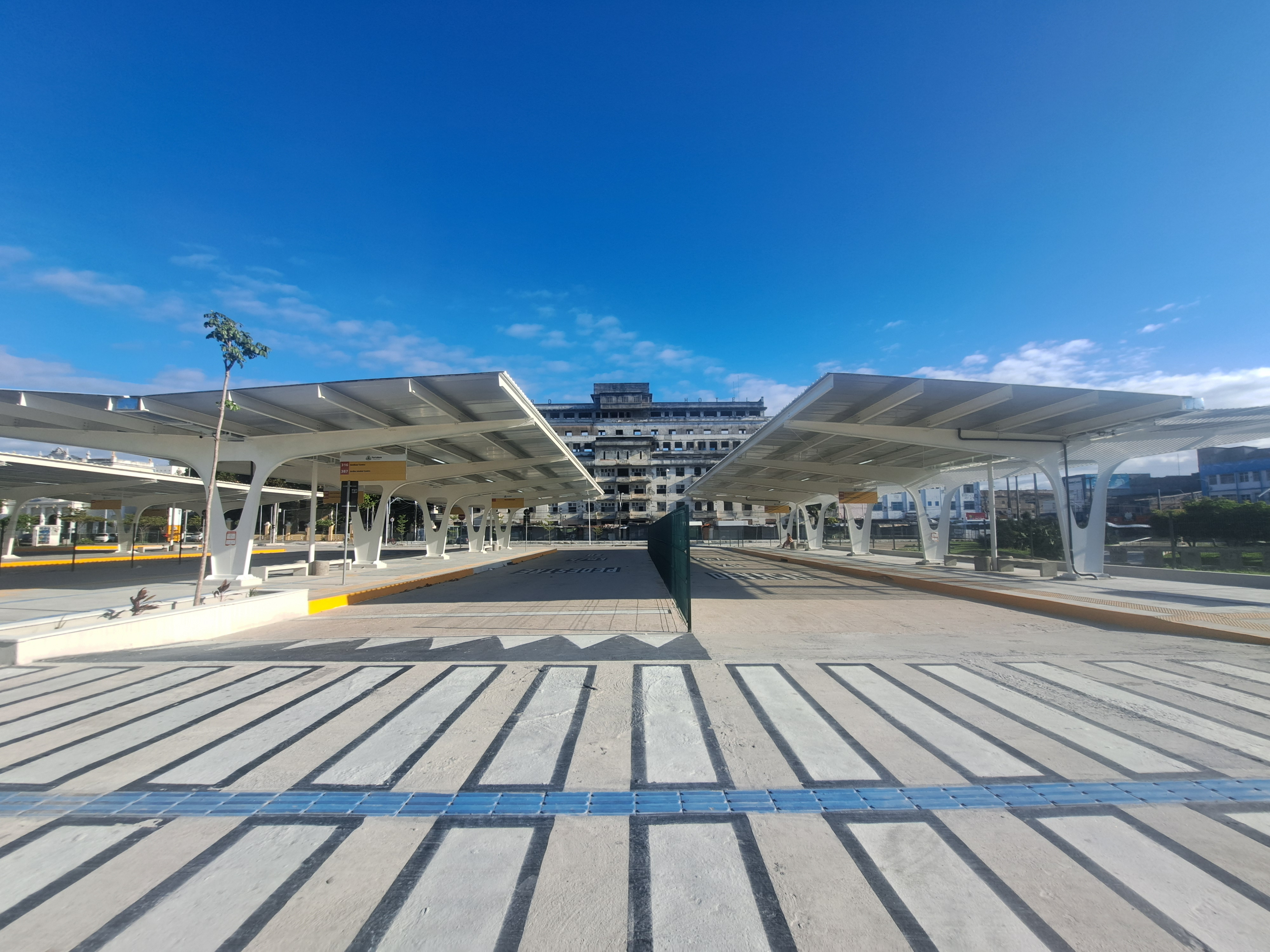
Plataformas do terminal de ônibus urbano José de Alencar, localizado ao lado da estação de metrô.

Nos primeiros meses de 2019, o então prefeito de Fortaleza, Roberto Claudio, anunciou a construção de "mini terminais" em pontos estratégicos da capital a fim de desafogar os terminais urbanos existentes. Uma das novas estruturas propostas foi planejada para se localizar no espaço então existente entre a Praça José de Alencar e a estação do metrô.
Após um atraso para o início das obras, o novo Terminal José de Alencar foi entregue pelas autoridades em 27 de junho de 2024, com 31 linhas, visando atender cerca de 55 mil passageiros por dia.
O equipamento é formado por três plataformas de embarque e desembarque que somam 2.000 m² de área, trechos de passagens elevadas, rampas e piso tátil para acessibilidade.
A construção do terminal José de Alencar permitiu uma maior integração entre a estação de metrô e a Praça José de Alencar, além de facilitar a conexão entre os modais rodoviário e metroviário no centro da cidade.